# Berengária kasztíliai királynő
Berengária (Alcázar of Segovia, 1180. június 1. – Abbey of Santa María la Real de Las Huelgas, 1246. november 8.) a Burgundiai-házból származó kasztíliai királynő (1217), apja VIII. (Nemes) Alfonz (1155–1214) kasztíliai király, anyja a  Plantagenêt-házból  származó Eleonóra (1161? 1162? – 1214),  II. Henrik angol király  (1133 - 1189)   és Aquitániai Eleonóra (1122 - 1204) lánya,  I. (Oroszlánszívű) Richárd  (1157 - 1199) királynak a húga, I. (Földnélküli) János (1167 - 1216) királynak a nővére.

## Élete
Berengária első férje II. Konrád sváb herceg volt, akit 1196-ban meggyilkoltak, a vele 1188-ban megkötött házasságot már 1191-ben III. Celesztin pápa érvénytelenítette. Ezután Berengáriát 1197-ben feleségül vette apja unokatestvére, a szintén a Burgundiai-házból származó IX. Alfonz (1171–1230) leóni király, akinek a második felesége lett. Berengária és IX. Alfonz házasságát a közeli rokoni kapcsolat miatt III. Ince pápa 1204-ben érvénytelenítette, és Berengária – a házaspár gyermekeivel együtt – hazatért apja udvarába. A leóni király figyelme ekkor visszafordult az első felesége, Terézia (1176? 1181? – 1250), I. Sancho (1154–1211) portugál király lánya és e házasságából született gyermekei felé, amely házasságot egyébként III. Celesztin pápa már 1196-ban – szintén a közeli rokoni kapcsolat miatt – érvénytelenített. A két királyság viszonya megromlott, a volt házastársak később szembe is kerültek egymással.
IX. Alfonz ugyanis beavatkozott Kasztília ügyeibe: 1217-ben meghalt I. Henrik (1204–1217) király, VIII. Alfonz fia és utóda. Kasztília királynője ekkor Berengária lett, I. Henrik nővére, azonban még ebben az évben (1217) lemondott a IX. Alfonztól született fia, Ferdinánd (1201?–1252) javára, ő lett III. (Szent) Ferdinánd kasztíliai király (1217–1252). IX. Alfonz ekkor a maga uralma alatt akarta egyesíteni a két királyságot, és a leóni sereg bevonult Kasztíliába. A kasztíliai nemesség azonban nem állt mellé, IX. Alfonz pedig támogatás hiányában visszavonta seregét és 1218-ban kiegyezett a kasztíliaiakkal.
IX. Alfonznak a Teréziától született, szintén Ferdinánd nevű fia már 1214-ben meghalt, így a király halálakor (1230), III. Ferdinánd tulajdonképpen akadály nélkül León királya lett, szintén III. Ferdinánd néven (1230–1252). Ezután a két királyi cím nem vált szét többé, Kasztília uralkodói egyúttal mindig León uralkodói is lettek.
Berengáriát az utókor a „nagy” jelzővel tisztelte meg; a királynő békésen, kolostorban halt meg, ahová már évekkel elhunyta előtt visszavonult.